# Jaguar E-Type
De Jaguar E-Type of ook Jaguar XK-E is een model van autoconstructeur Jaguar Cars waarvan tussen 1961 en 1974 drie generaties gebouwd werden. De E-Type betekende een revolutie in het ontwerp, de prestaties en de besturing van sportwagens. De prijs lag een stuk lager dan die van de concurrerende modellen waardoor de verkoop hoog lag. In veertien jaar tijd werden meer dan 70.000 exemplaren verkocht. De Jaguar E-Type staat op de eerste plaats in de Top sportwagens van de jaren 60-lijst.
Nadat Jaguar in de jaren vijftig een aantal successen had behaald met de Jaguar D-Type op de 24 uur van Le Mans werd besloten een nieuwe sportwagen te ontwikkelen die de Jaguar XK150 moest vervangen. De E-Type kreeg een revolutionair carrosserieontwerp, van de hand van Malcolm Sayer die eerder bij de Bristol Aeroplane Company vliegtuigen had ontworpen. De rondingen en inkepingen waren er niet alleen voor de sier maar waren juist zorgvuldig berekende aerodynamische vormen. Sayers geheime wapen was om wolslierten op de auto te plakken en daarmee de luchtstroom te bestuderen als de auto in de windtunnel stond. Ook liet hij de auto met wolslierten fotograferen als er buiten gereden werd in verschillende weersomstandigheden.

## Series 1
De E-Type Series I werd in Europa geïntroduceerd op 15 maart 1961 op de Autosalon van Genève en in de Verenigde Staten in april datzelfde jaar op de autosalon van New York. Toen de auto voor het eerst getoond werd noemde Enzo Ferrari het de mooiste auto ooit. De auto was ontworpen als een tweezitter GT coupé (FHC) en een tweezitter cabriolet (OTS). Het eerste half jaar werden op een paar na alleen E-Type's gebouwd met het stuur aan de linker kant, voornamelijk voor de Amerikaanse markt. Slechts een paar werden gebouwd voor de Britse markt en die werden geleverd aan speciaal geselecteerde beroemdheden. De rest moest een half jaar wachten.
De Series 1 kreeg een 3,8 liter 6-in-lijnmotor die van de XK150S kwam. De eerste 500 exemplaren hadden een vlakke vloer en uitwendige motorkapsloten. Deze eerste exemplaren zijn daardoor zeldzamer en dus waardevoller dan de latere. In 1964 werd de cilinderinhoud opgetrokken tot 4,2 liter. De Series 1 kreeg een topsnelheid van 241 km/u.
Alle E-Types kregen onafhankelijke wielophanging en bekrachtigde schijfremmen op de vier wielen, twee ongewone voorzieningen voor die tijd. De 3,8 l-versies hadden met leer beklede kuipstoelen, een centraal geplaatst instrumentenpaneel van aluminium, dat vanaf 1963 in vinyl en leder werd uitgevoerd, en een manuele vierversnellingsbak zonder Synchromesh in de eerste versnelling.
De 4,2 l-versies hadden comfortabelere stoelen, verbeterde remmen en elektronica en Synchromesh op de eerste versnelling. Verder voerde de 4,2 Jaguar 4.2 Litre E-Type op het kofferembleem terwijl de 3,8 simpelweg Jaguar vermeldde.
In 1966 werd ook een 2+2 coupéversie toegevoegd. Deze had een verlengde wielbasis en kon verkregen worden met een automatische versnellingsbak.

## Low Drag Coupé
Vlak na de introductie van de E-Type wilde men bij Jaguar weten of een auto gebouwd kon worden die meer in de stijl van de Jaguar D-Type raceauto, waarvan de E-Type was afgeleid, lag. Enkel het prototype werd in de zomer van 1962 afgewerkt. De auto werd een jaar later aan Jaguar-racepiloot Dick Protheroe verkocht. Daarna is hij in het bezit van vele verzamelaars geweest waarvan de privécollectie van Viscount Cowdray geacht wordt de huidige te zijn.
De Low Drag Coupé werd als een coupé ontworpen met een koetswerk van aluminium en een stalen chassis. Daarop werd een gewijzigde versie van Jaguars 3,8 liter geïnstalleerd met experimentele cilinderkoppen die uit de Le Mans-racewagens afkomstig waren.

## Lightweight E-Type
In zekere zin was de Lightweight E-Type een evolutie van de Low Drag Coupé. Ook deze auto maakte veel gebruik van aluminium maar bleef wel, op één exemplaar na, een cabriolet. Deze auto lag meer in de geest van de D-type waarvan hij is afgeleid dan de productie E-Type.
De Lightweight E-Type kreeg een aangepaste versie van de Jaguar 3,8 l die 300 pk leverde. Zeker één exemplaar kreeg ook brandstofinjectie. De modellen werden ingeschreven in verschillende autoraces maar behaalden geen overwinningen. Van 1963 tot 1964 werden twaalf Lightweights gebouwd. Ze wogen 975 kg en haalden een topsnelheid van 274 km/u.

## Series 1 1/2
Van 1967 tot 1968 werd een tussenserie met de niet-officiële naam 1 1/2 gebouwd als overgangsfase. Deze modellen hadden een grote gelijkenis met de Series 1 maar hadden op het einde niet meer de met glas bedekte koplampen en andere bedieningshendels. Geleidelijk werden uitrustingen van de op til staande Series 2 toegevoegd terwijl het koetswerk altijd dat van de Series 1 bleef. Bij Jaguar zelf vielen deze 1 1/2's gewoon onder de Series 1.

## Series 2
De Series II, van 1969 tot 1971 geproduceerd, kreeg koplampen zonder glasbedekking (de lampen van de Series 1 hadden problemen met wasemen gekend), een rond de achterzijde geplooide achterbumper, verplaatste en grotere richtingaanwijzers, naar onder de bumper verplaatste achterlichten, verbeterde koeling met een groter radiatorrooster en verbeterde remmen. Ook het interieur werd hertekend. Er kwamen nieuwe bedieningshendels, comfortabelere stoelen en optioneel airco en stuurbekrachtiging. Ook de Series 2 was als FHC, OTS en 2+2 te verkrijgen.

## Series 3
De Series III, van 1971 tot 1974 gebouwd, kreeg de nieuwe Jaguar 5,3 liter V12 onder de motorkap, samen met verbeterde remmen en standaard stuurbekrachtiging. De FHC werd stopgezet en de Series 3 was enkel nog als OTS cabriolet en 2+2 coupé te verkrijgen. De OTS gebruikte daarbij ook het verlengde chassis van de 2+2. De Series 3 onderscheidde zich verder met een ander radiatorrooster, omrande wielkasten en V12 op het kofferembleem.

## Nieuwe versies
De Eagle E-Type Speedster is een gemoderniseerde versie van de Jaguar E-Type. Deze wordt gebouwd op het onderstel van een oude E-Type maar verder bestaat deze grotendeels uit nieuwe onderdelen. Zo ook de carrosserie. Die is namelijk van aluminium. In de vorm van de Speedster is de oude E-Type nog goed herkenbaar maar dan moderner.
Vanaf de zomer van 2020 zal er een volledig elektrische versie op de markt komen, de E-Type Zero. Deze zal uitgerust zijn met ledkoplampen en met een nieuw interieur. Ook eigenaren van originele exemplaren kunnen hun E-Type dan laten ombouwen tot een elektrische.

## In de media
De Jaguar E-Type is prominent te zien in de strips en film van Diabolik, in de films van Austin Powers en in de serie Mad Men. In 2008 plaatste de The Daily Telegraph de auto bovenaan de lijst van 100 mooiste auto's ooit. In het programma Top Gear noemde Jeremy Clarkson de E-Type (misschien op de Concorde na) het laatste mooie ding dat de Britten hebben gemaakt. Toen prins Harry en Meghan Markle in 2018 trouwden reden ze weg in het prototype van een elektrische E-Type, maar wel met het stuur aan de linker kant.

## Productieaantallen
(Volgens nauwkeurige schattingen)
- Series 1 3,8 l: 15.496
  - FHC: 7827
  - OTS: 7669

- Series 1 4,2 l: 22.916
  - FHC: 9548
  - OTS: 7770
  - 2+2: 5598

- Low Drag Coupé: 1

- Lightweight: 12

- Series 1 1/2: 2105
  - FHC: 914
  - OTS: 554
  - 2+2: 637

- Series 2: 22.916
  - FHC: 9548
  - OTS: 7770
  - 2+2: 5598

- Series 3: 15.287
  - OTS: 7990
  - 2+2: 7297

- E-Type: 78.733